# (5453) Захарченя
(5453) Захарченя (лат. Zakharchenya) — типичный астероид главного пояса, открыт 3 ноября 1975 года советским астрономом Тамарой Смирновой в Крымской астрофизической обсерватории и 5 октября 1998 года назван в честь физика Бориса Захарчени.

## Обнаружение и именование
(5453) Захарченя
Открыт 3 ноября 1975 года в Крымской астрофизической обсерватории Т. М. Смирновой.
Назван в честь академика Бориса Петровича Захарчени (р. 1928) — выдающегося российского учёного, директора отделения Физико-технического института имени Иоффе в Санкт-Петербурге. Захарченя хорошо известен своими исследованиями в области физики твёрдого тела, магнитооптики и оптической ориентации электронов и ядер в полупроводниках. Название предложено Институтом прикладной астрономии.
Оригинальный текст (англ.)5453 Zakharchenya
Discovered 1975 Nov. 3 by T. M. Smirnova at the Crimean Astrophysical Observatory.
Named in honor of academician Boris Petrovich Zakharchenya (b. 1928), outstanding Russian scientist, director of a department in the Ioffe Physical and Technical Institute in St. Petersburg. Zakharchenya is well known for his investigations in the fields of solid state physics, magneto-optics and optical orientation of electrons and nuclei in semiconductors. Name suggested by the Institute of Applied Astronomy.
Источники: 19981005/MPCPages.arc; M.P.C. 32788.

## Орбита

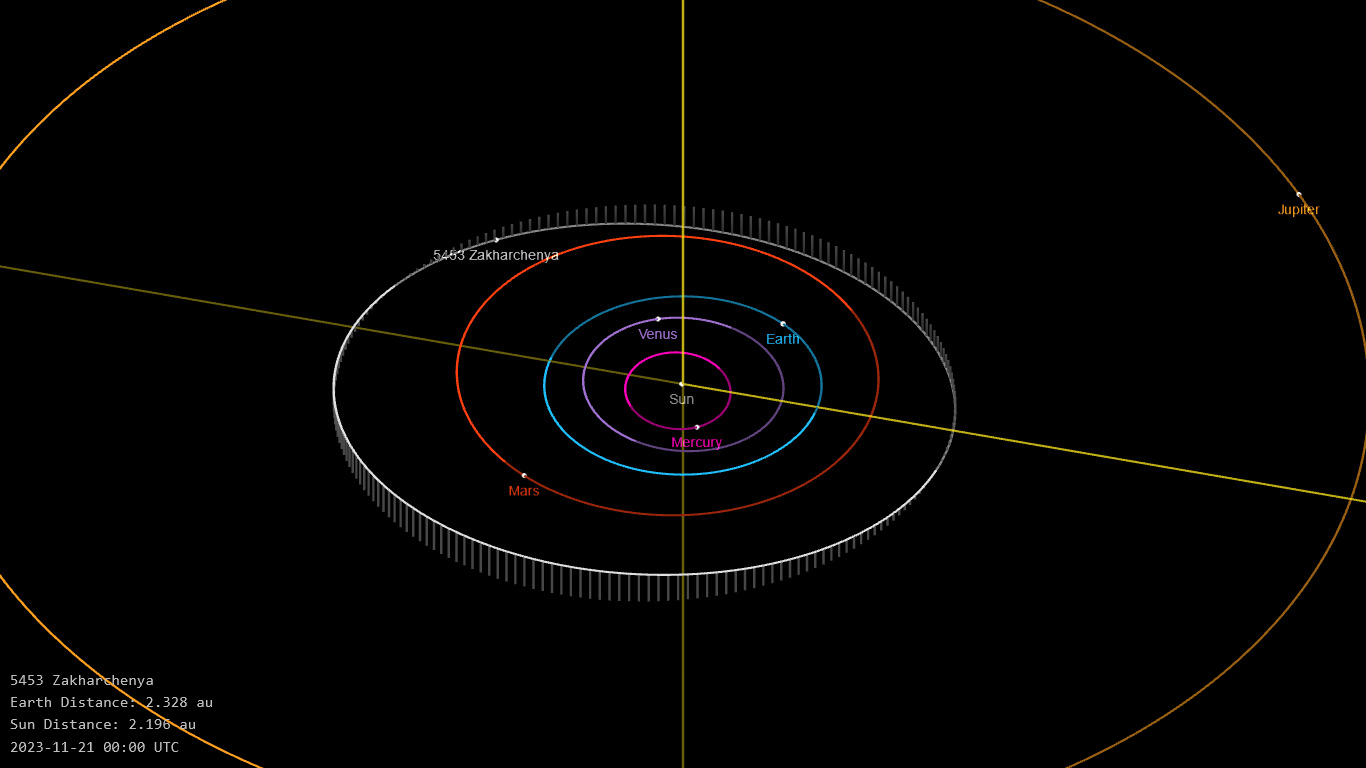
Орбита астероида Захарченя и его положение в Солнечной системе

## Физические характеристики
Астероид относится к таксономическому классу S.
По результатам наблюдений в видимом и ближнем инфракрасном диапазоне космического телескопа NEOWISE диаметр астероида оценивался равным 4,606±0,085 км. Согласно тем же источникам альбедо оценивается как 0,3022±0,0388 и 0,302±0,039.